# Volo Cameroon Airlines 786
Il volo Cameroon Airlines 786 era un volo passeggeri nazionale di linea dall'aeroporto di Douala all'aeroporto di Yaoundé-Nsimalen con scalo intermedio all'aeroporto di Garoua, in Camerun. Il 30 agosto 1984, mentre un Boeing 737-200 era in fase di rullaggio per il decollo con 109 passeggeri e un equipaggio di 7 persone a bordo, il suo motore numero due, quello destro, subì un guasto incontrollato del compressore, che provocò un incendio. Tutti gli occupanti vennero evacuati dall'aereo, ma due passeggeri morirono a causa di un incendio fuori dalla cabina. L'aereo venne consumato dalle fiamme.

## L'aereo
Il velivolo coinvolto era un Boeing 737-2H7C, marche TJ-CBD, numero di serie 21295, numero di linea 484. Volò per la prima volta nel febbraio 1977 e venne consegnato alla Cameroon Airlines il mese successivo. Era equipaggiato con 2 motori turboventola Pratt & Whitney JT8D-15. Al momento dell'incidente, l'aereo aveva circa sette anni.

## L'incidente
Mentre l'aereo stava rullando in preparazione al decollo, un disco del compressore ad alta pressione del motore numero due (lato destro) Pratt & Whitney JT8D-15 si guastò disintegrandosi e i suoi frammenti danneggiarono l'ala destra e perforarono il serbatoio del carburante. Il combustibile iniziò a fuoriuscire sul terreno sotto l'aereo dal serbatoio rotto; da questo nacque un incendio. Tutti gli occupanti furono in grado di evacuare l'aereo, ma due passeggeri morirono a causa dell'incendio all'esterno. L'aereo venne completamente distrutto.

## Conseguenze
Secondo Jean Louis Angounou, capo pilota della compagnia aerea camerunese (in pensione), intervistato nel maggio 2009 su Le Jour Quotidien, la causa esatta dell'incidente non è mai stata determinata perché "in Camerun alcune indagini iniziano ma non si concludono mai".